# Strahlaxius waroona
Strahlaxius waroona är en kräftdjursart som först beskrevs av Gary C.B. Poore och Griffin 1979.  Strahlaxius waroona ingår i släktet Strahlaxius och familjen Strahlaxiidae. Inga underarter finns listade i Catalogue of Life.